# Aminoacidurie
Aminoacidurie is een abnormaal grote hoeveelheid aminozuren in de urine. In de gezonde nier filteren de glomeruli alle aminozuren uit het bloed, en reabsorberen de niertubuli meer dan 95% van de gefilterde aminozuren weer op in het bloed.
Er zijn twee soorten aminoacidurie, een te hoge aanmaak of een verlaagde reabsorptie. 
Bij de zogenaamde overflow-aminoacidurie zijn er abnormaal hoge concentraties aminozuren in het bloedplasma. De resorptiecapaciteit van de niertubuli wordt hierdoor overschreden, wat resulteert in hoge concentraties aminozuren in de urine. Dit kan veroorzaakt worden door aangeboren aandoeningen van het aminozuurmetabolisme,  bijvoorbeeld fenylketonurie, cystinurie, of kan secundair zijn aan een leverziekte.
In renale aminoacidurie zijn de niertubuli niet in staat om de gefilterde aminozuren weer op te nemen. Dit veroorzaakt hoge concentraties aminozuren in de urine. Dit kan twee oorzaken hebben: een defect in de transporteiwitten in de niertubuli, zoals bijvoorbeeld bij de ziekte van Hartnup,  of het gevolg van schade aan de niertubuli, zoals bijvoorbeeld bij het Fanconi-syndroom.